# Specie di Periegopidae
Di seguito sono descritte tutte le specie della famiglia di ragni Periegopidae note al giugno 2013.
Periegops Simon, 1893
- Periegops australia Forster, 1995 - Queensland
- Periegops keani Vink, Dupérré & Malumbres-Olarte, 2013 - Nuova Zelanda
- Periegops suteri (Urquhart, 1892) - Nuova Zelanda

## Sinonimi
- Periegops hirsutus Simon, 1893; posta in sinonimia con P. suteri (Urquhart, 1892) a seguito di un lavoro di Chamberlain, 1946[1].